# Homemade Ice Cream
| Recensione              | Giudizio |
| ----------------------- | -------- |
| AllMusic                | [ 2 ]    |
| Dizionario del Pop-Rock | [ 3 ]    |

Homemade Ice Cream è un album discografico del cantautore statunitense Tony Joe White, pubblicato dalla casa discografica Warner Bros. Records nel 1973.

## Tracce

### LP
Lato A (S40, 470)
Testi e musiche di Tony Joe White.
1. Saturday Night in Oak Grove Louisiana – 2:12
2. For Ol' Time Sake – 3:45
3. I Want Love ('Tween You and Me) – 2:40
4. Homemade Ice Cream – 3:10
5. Ol' Mother Earth – 3:06
6. Lazy – 3:48

Lato B (S40, 471)
Testi e musiche di Tony Joe White.
1. California on My Mind – 3:41
2. Backwoods Preacher Man – 2:45
3. Takin' the Midnight Train – 4:01
4. No News Is Good News – 3:01
5. Did Somebody Make a Fool Out of You – 4:14

## Musicisti
- Tony Joe White - voce, chitarra, armonica
- Reggie Young - chitarra
- David Briggs - pianoforte, organo, tastiere
- Norbert Putnam - basso
- Kenny Malone - batteria

Note aggiuntive
- Tom Dowd e Tony Joe White - produttore
- Registrazioni effettuate al Quadrafonic Studios di Nashville, Tennessee
- Stan Hutto - ingegnere delle registrazioni
- Leann (Leann White) - foto copertina album originale[4]